# Dániel Nagy
Dániel Nagy (Budapest, 15 marzo 1991) è un calciatore ungherese, centrocampista del Gödöllő.

## Caratteristiche tecniche
È un trequartista.

## Palmarès

### Club

#### Competizioni nazionali
- Coppa d'Ungheria: 2

Ferencváros: 2014-2015
Újpest: 2017-2018